# Moddermansdiep
Het Moddermansdiep is een afwateringskanaal in Over de Dijk (tussen Sellingen en Bourtange) in de gemeente Westerwolde in het oosten van de provincie Groningen. Andere namen voor dit diep zijn Sellingersloot en Nieuwe Ruiten Aa.
Het kanaal werd in de 17e eeuw om strategische redenen aangelegd om het waterpeil in het moerasgebied rond de vesting Bourtange op peil te houden en de vestinggrachten van water te voorzien. Het water kwam oorspronkelijk uit de Ruiten Aa, waar een dam in de rivier werd gelegd, waardoor het water naar Bourtange geleid kon worden. De naam van de buurtschap Rijsdam herinnert hier nog aan. Ten noordoosten van de Jipsinghuizersluis liep het kanaal gelijk op met de eveneens voor het nathouden van het moerasgebied in 1688 aangelegde Leidijk.
Tegenwoordig bestaat alleen nog maar het in Over de Dijk gelegen gedeelte van het Moddermansdiep. Het gedempte gedeelte in het verlengde van het kanaal van Over de Dijk naar Bourtange heet nu het Moddermanspad.

## Naam
Oorspronkelijk heette dit gegraven kanaal het Sellingerdiep. Het kanaal werd later genoemd naar Jan Remees Modderman, die rond 1811 onderprefect van het arrondissement Winschoten (Sous Prefect van het Oldampt en Westerwolde) was. Hij spande zich in voor de ontsluiting van dit gebied in Oost-Groningen.